# Ростокин, Роман Сергеевич

Роман Сергеевич Ростокин (род. 2 июля 1999, Одесса, Украина) — украинский футболист, нападающий клуба Гандзасар Капан, выступающий в  Премьер-лиге Армении.

## Карьера
Воспитанник академий одесского «Черноморца» и испанского «Эспаньола». 
В 2021 году начал профессиональную карьеру в составе молдавского клуба «Олимп» (Комрат), где стал лучшим бомбардирлм в Кубке Молдовы 2021/2022.
Летом 2023 года перешёл в армянский клуб «Андраник», за который сыграл 7 матчей и забил 2 гола и отдал 1 голевую передачу. 
Зимой 2024 года стал игроком ереванской «Мики» и отличился в матче Кубка Армении забив решающий гол против ФК Вайк, тем самым выведя команду в 1/8 Кубка Армении. 
В феврале 2025 года подписал контракт с «Гандзасаром» (Капан), выступающим в высшей лиге Армении, за который дебютировал 17 августа 2025 года в матче против чемпиона Армении ФК Ноа.

## Достижения
- Лучший бомбардир в Кубке Молдовы 2021/2022

## Статистика выступлений
Клубная
данные приведены по состоянию на 2025 год
- «Олимп» (Комрат) — 3 матча, 4 гола (Кубок Молдовы)
- «Андраник» — 7 матчей, 2 гола / 1 голевая передача (Первая лига Армении)
- «Мика» (Ереван) — 1 матч, 1 гол (Кубок Армении)
- «Гандзасар» (Капан) — 1 матч